# Guzhu, Fujian
Guzhu (kinesiska: 古竹) är en socken i sydöstra Kina. Den ligger i stadsdistriktet Yongding i staden Longyan i provinsen Fujian, omkring 280 kilometer sydväst om provinshuvudstaden Fuzhou. Antalet invånare är 6 319. Befolkningen består av 3 208 kvinnor och 3 111 män. Barn under 15 år utgör 20,0 %, vuxna 15-64 år 60 %, och äldre över 65 år 18,0 %.